# Regierung Duvieusart
Die Regierung Duvieusart amtierte in Belgien vom 8. Juni 1950 bis zum 11. August 1950. Die vom Christdemokraten Gaston Eyskens geführte Koalition aus Christdemokraten (PSC/CVP) und Liberalen (PL/LP) trat nach der Volksabstimmung über die Rückkehr von König Leopold III. zurück, da der liberale Koalitionspartner eine Rückkehr ablehnte. Das Parlament wurde aufgelöst. Bei der Parlamentswahl 1950 gewannen die Christdemokraten eine absolute Mehrheit in beiden Kammern. Jean Duvieusart wurde Premierminister einer Alleinregierung der Christdemokraten. Nach der Rückkehr König Leopolds III. nach Belgien kam es zu gewaltsamen Protesten mit Toten. Die Regierung trat zurück, die Nachfolgeregierung war wieder eine christdemokratische Regierung unter Premierminister Joseph Pholien.

## Kabinett
| Amt                                     | Amtsinhaber            | Partei  | Beginn der Amtszeit | Ende der Amtszeit |
| --------------------------------------- | ---------------------- | ------- | ------------------- | ----------------- |
| Premierminister                         | Jean Duvieusart        | PSC/CVP | 8. Juni 1950        | 11. August 1950   |
| Minister für Wirtschaft und Mittelstand | Gaston Eyskens         | PSC/CVP | 8. Juni 1950        | 11. August 1950   |
| Justizminister                          | Henry Carton de Wiart  | PSC/CVP | 8. Juni 1950        | 11. August 1950   |
| Minister für Äußeres und Außenhandel    | Paul van Zeeland       | PSC/CVP | 8. Juni 1950        | 11. August 1950   |
| Innenminister                           | Albert De Vleeschauwer | PSC/CVP | 8. Juni 1950        | 11. August 1950   |
| Minister für Kommunikation              | Paul-Willem Segers     | PSC/CVP | 8. Juni 1950        | 11. August 1950   |
| Minister für Arbeit und Soziales        | Oscar Behogne          | PSC/CVP | 8. Juni 1950        | 11. August 1950   |
| Landwirtschaftsminister                 | Maurice Orban          | PSC/CVP | 8. Juni 1950        | 11. August 1950   |
| Kolonialminister                        | Pierre Wigny           | PSC/CVP | 8. Juni 1950        | 11. August 1950   |
| Verteidigungsminister                   | Henri Moreau de Melen  | PSC/CVP | 8. Juni 1950        | 11. August 1950   |
| Finanzminister                          | Jean Van Houtte        | PSC/CVP | 8. Juni 1950        | 11. August 1950   |
| Minister für öffentliche Arbeiten       | Albert Coppé           | PSC/CVP | 8. Juni 1950        | 11. August 1950   |
| Bildungsminister                        | Pierre Harmel          | PSC/CVP | 8. Juni 1950        | 11. August 1950   |
| Minister für Gesundheit und Familie     | Alfred De Taeye        | PSC/CVP | 8. Juni 1950        | 11. August 1950   |
| Minister für Wiederaufbau               | André Dequae           | PSC/CVP | 8. Juni 1950        | 11. August 1950   |